# Carrara (Nevada)

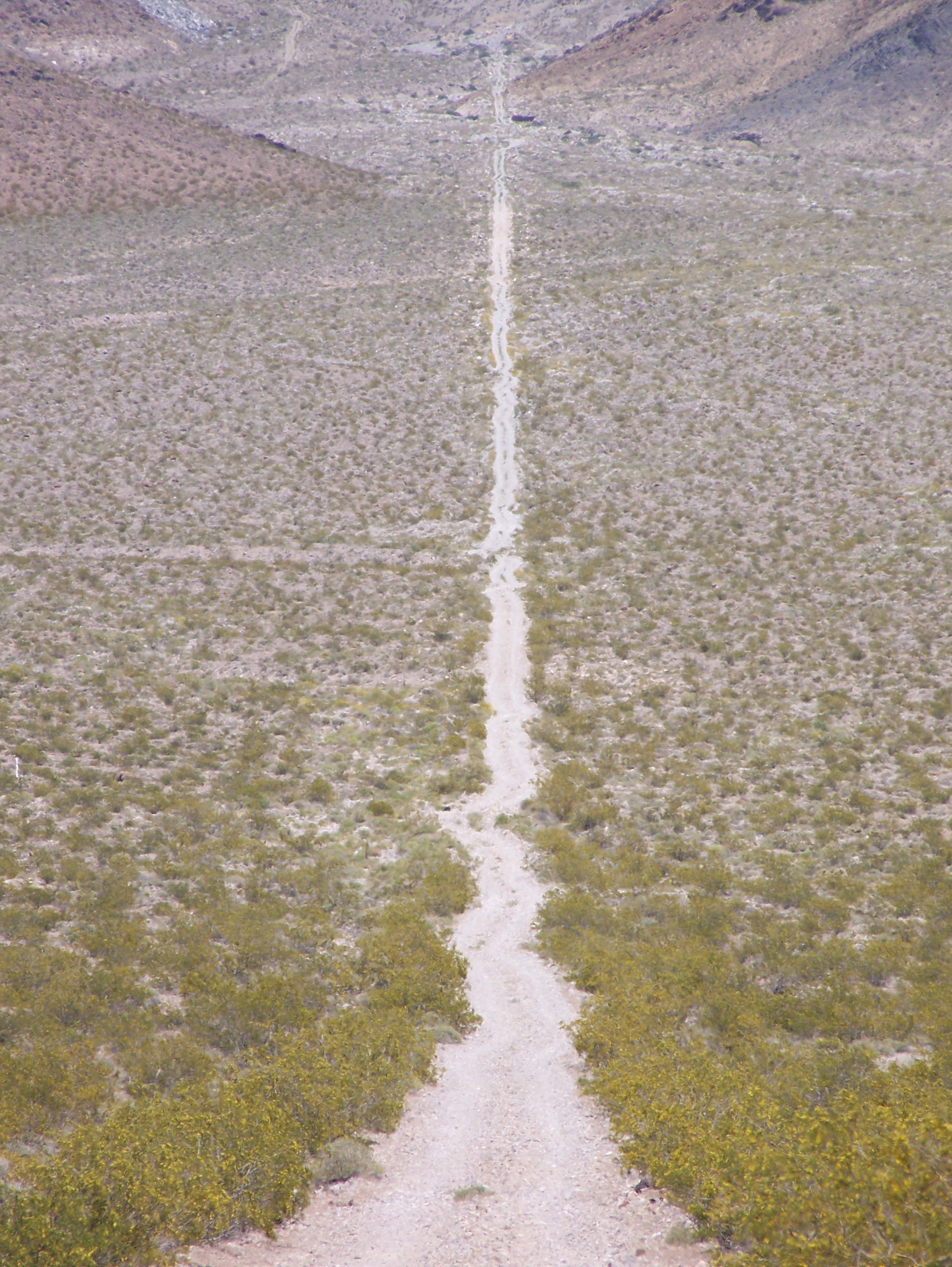
Estrada de Carrara, Nevada em direção a uma pedreira de mármore.

Carrara é uma cidade fantasma no condado de Nye, estado de Nevada, nos Estados Unidos. A cidade fica localizada próxima de uma pedreira de mármore. Atualmente, grande parte da região foi tomada pelo deserto.
A cidade teve seu auge populacional entre 1915 e 1916, quando contava com uma população estimada em 150 pessoas e cerca de 40 prédios. Em 1917, a pedreira foi fechada e a cidade ficou sem energia elétrica. Em 1918, sua linha de trem foi suspensa e Carrara foi abandonada.
1. ↑  «Carrara Ghost Town, Nevada». www.roadtripamerica.com. Consultado em 1 de março de 2023
2. ↑  «Carrara Nevada». Western Mining History (em inglês). Consultado em 1 de março de 2023